# Being There
 Being There és una pel·lícula estatunidenca de Hal Ashby, estrenada el 1979.

## Argument
Washington, DC, anys 1970. Un jardiner quinquagenari anomenat Chance, home ingenu i simple, passa la vida sense problemes ocupant-se del jardí d'una tranquil·la propietat privada en un barri «de risc» de la capital. Viu quasi retirat del món, no surt mai, mai no ha pujat a un automòbil i la seva única distracció és la televisió, que contempla amb assiduïtat i fascinació.

Obligat a deixar aquesta casa i aquesta activitat a conseqüència de la defunció del seu empresari, Chance és atropellat, al carrer, per un vehicle la propietària del qual, Eve Rand, l'acull en el seu domicili per fer-li cures.
Chance fa amistat amb Benjamin Rand, el marit, que, poc després, rep la visita del president dels Estats Units. Chance participa en l'entrevista i amb tal naturalitat que les seves frases, destil·lades com proverbis de saviesa però, en realitat, orientades a la «jardineria», seran preses per verdaders oracles; esdevindrà el preferit del poder i dels mitjans de comunicació.

## Repartiment
- Peter Sellers: Chauncey Gardiner, àlies Chance
- Shirley MacLaine: Eve Rand
- Melvyn Douglas: Benjamin «Ben» Turnbull Rand
- Jack Warden: el president dels Estats Units
- Richard A. Dysart: el doctor Robert Allenby
- Richard Basehart: Vladimir Skrapirov
- Ruth Attaway: Louise
- David Clennon: El fiscal Thomas Franklin
- Fran Brill: Sally Hayes
- Denise DuBarry: Johanna Franklin
- Oteil Burbridge: Lolo
- Ravenell Keller III: Abraz
- Brian Corrigan: el policia davant de la Casa Blanca
- Alfredine Brown: la vella dama convidada a esmorzar
- Donald Jacob: David, el xofer
- Sam Weisman: Colson, el maquillador de la TV
- Arthur Rosenberg: Morton Hull, el productor del Burns Show
- Jerome Hellman: Gary Burns
- James Noble: Kaufman, conseller del President
- Richard McKenzie: Ron Stiegler
- Gwen Humble: una convidada a la TV

## Premis i nominacions

### Premis
- 1980. Oscar al millor actor secundari per Melvyn Douglas
- 1980. Globus d'Or al millor actor musical o còmic per Peter Sellers
- 1980. Globus d'Or al millor actor secundari per Melvyn Douglas
- 1981. BAFTA al millor guió original per Jerzy Kosiński

### Nominacions
- 1980. Palma d'Or
- 1980. Oscar al millor actor per Peter Sellers
- 1980. Globus d'Or a la millor pel·lícula musical o còmica
- 1980. Globus d'Or al millor director per Hal Ashby
- 1980. Globus d'Or a la millor actriu musical o còmica per Shirley MacLaine
- 1981. Globus d'Or al millor guió per Jerzy Kosiński
- 1981. BAFTA a la millor pel·lícula
- 1981. BAFTA al millor actor per Peter Sellers
- 1981. BAFTA a la millor actriu per Shirley MacLaine

## Al voltant de la pel·lícula
- Aquesta pel·lícula és l'última estrenada en vida de Peter Sellers. La frase «Life is a state of mind» (La vida és un estat d'esperit)  inscrita en la tomba de Benjamin Rand i que serveix d'epíleg a la pel·lícula, també és inscrita en la mateixa tomba de Peter Sellers, mort un any després de l'estrena.[2]
- Laurence Olivier es va oferir pel paper de Benjamin Rand, però ho va rebutjar després d'haver llegit el guió íntegre dient que no vol treballar en una pel·lícula on Shirley MacLaine es masturba.
- La pel·lícula ha estat rodada al Domini Biltmore, vella casa de la riquíssima família novaiorquesa juevo-americana, els Vanderbilt, situada a Asheville a Carolina del Nord[2]